# Judson Harmon
Judson Harmon (ur. 3 lutego 1846 w Newtown, zm. 22 lutego 1927 w Cincinnati) – amerykański polityk.

## Życiorys
Urodził się 3 lutego 1846 w Newtown. Ukończył Denison University, a następnie studiował nauki prawne w Cincinnati College, został przyjęty do palestry i otworzył prywatną praktykę. Początkowo sprzyjał Partii Republikańskiej, jednakże po wojnie secesyjnej dołączył do Partii Demokratycznej. W 1876 roku został sędzią sądu powszechnego, a dwa lata później – stanowego sądu drugiej instancji. W 1887 roku zrezygnował z funkcji i powrócił do praktykowania prawa. W 1895 roku Grover Cleveland zaproponował mu objęcie stanowiska prokuratora generalnego. Harmon pełnił tę funkcję do końca kadencji prezydenta. W 1908 został wybrany na gubernatora Ohio i pełnił tę funkcję przez cztery lata. W 1912 roku bezskutecznie ubiegał się o nominację prezydencką. Zmarł 2 lutego 1927 roku w Cincinnati.
Jego żoną była Olivia Scobey, z którą miał troje dzieci.